# Ornans
Ornans är en kommun i departementet Doubs i regionen Bourgogne-Franche-Comté i östra Frankrike. Kommunen ligger i kantonen Ornans som tillhör arrondissementet Besançon. År 2018 hade Ornans 4 308 invånare. Konstnären Gustave Courbet är född i Ornans.

## Befolkningsutveckling
Antalet invånare i kommunen Ornans
Referens:INSEE

## Galleri

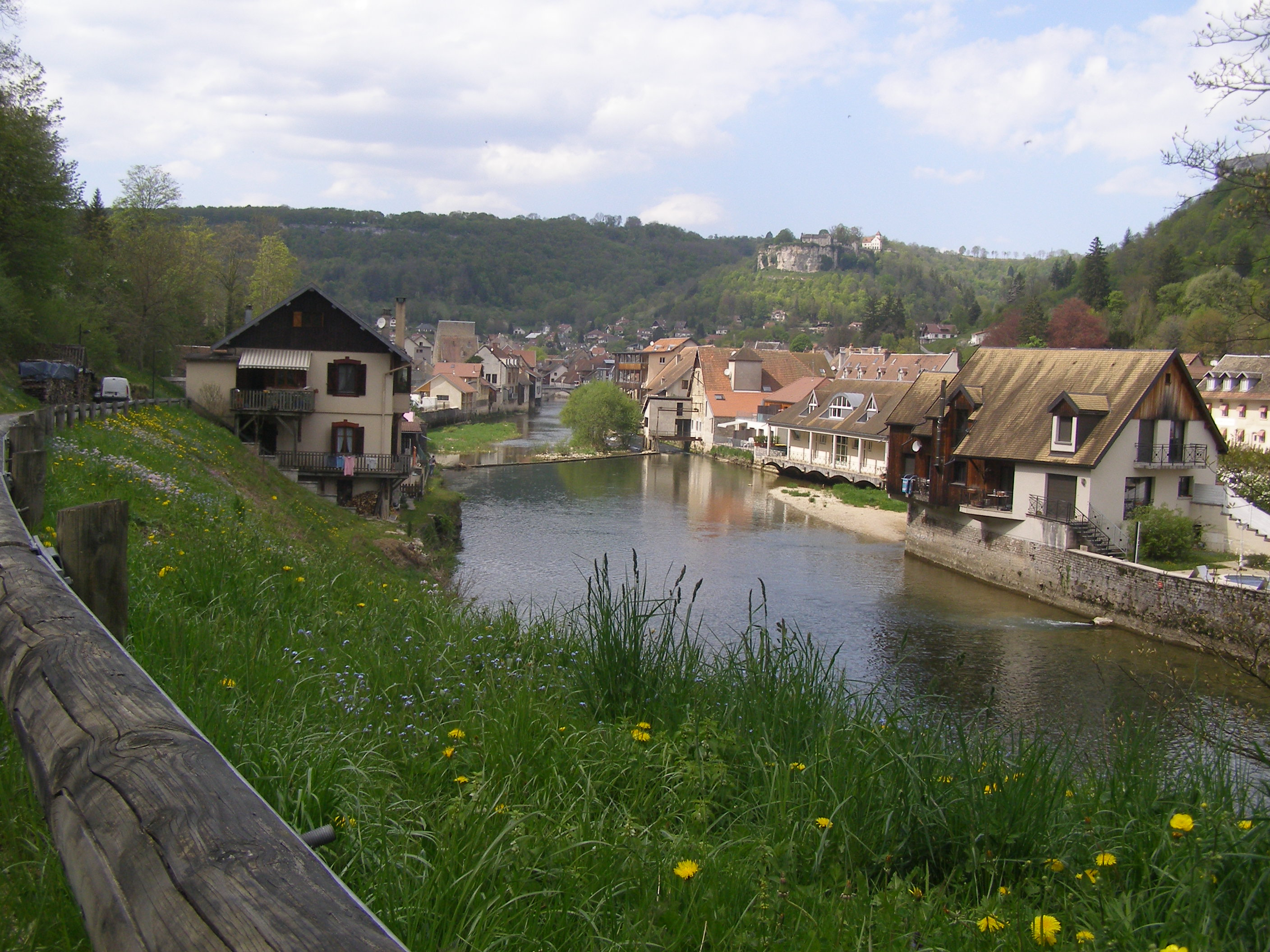
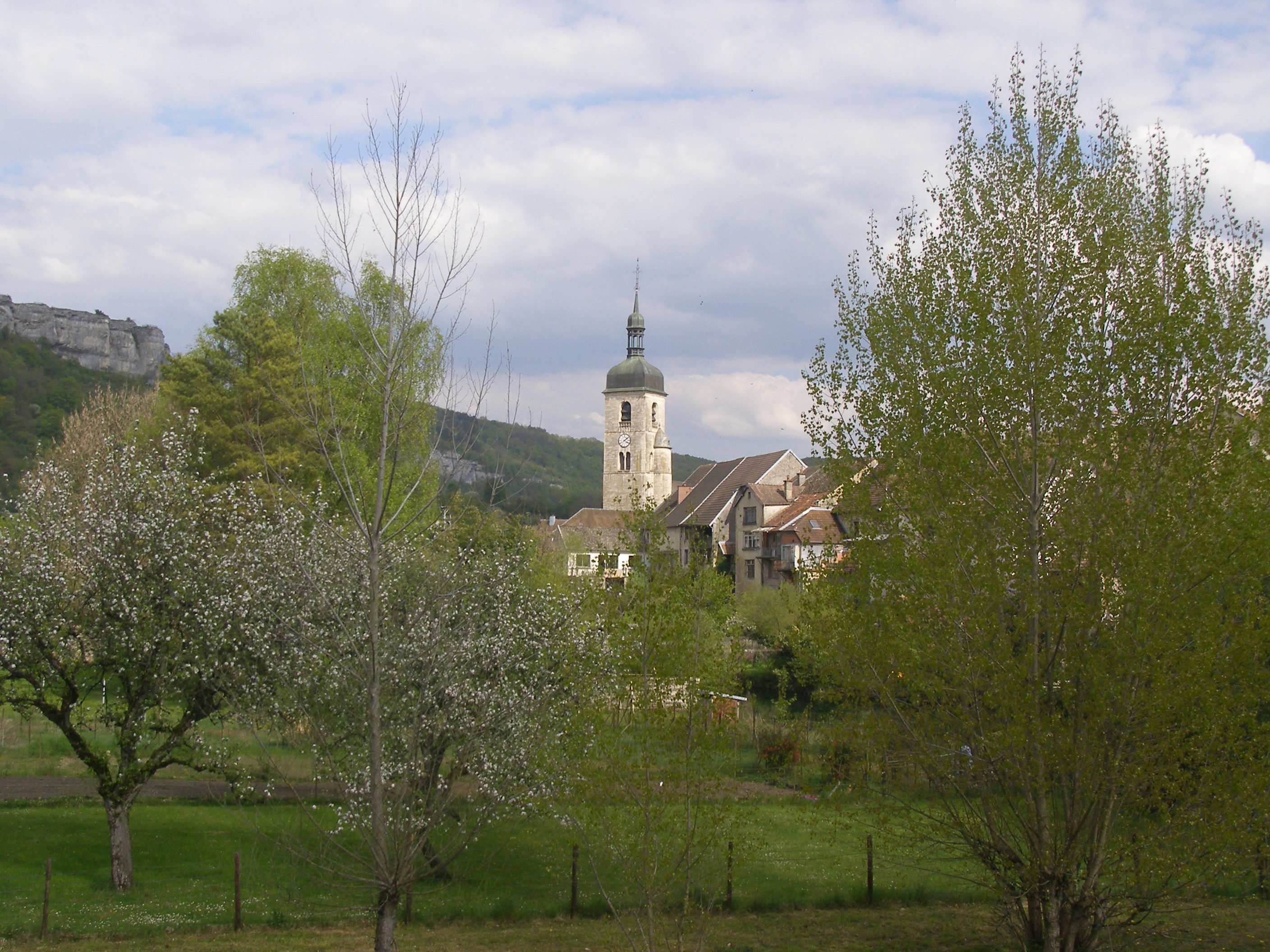
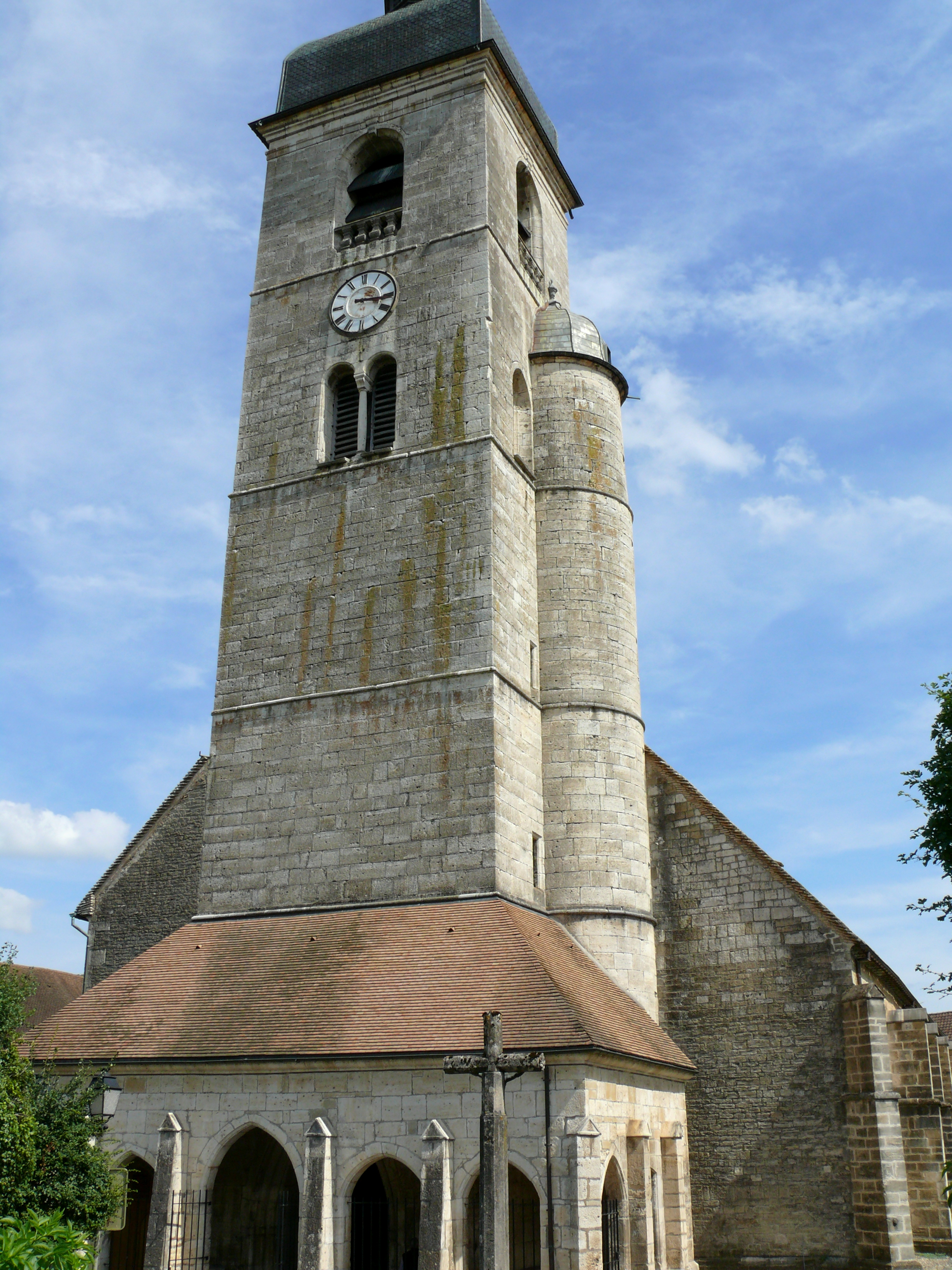
Kyrkan Saint-Laurent.
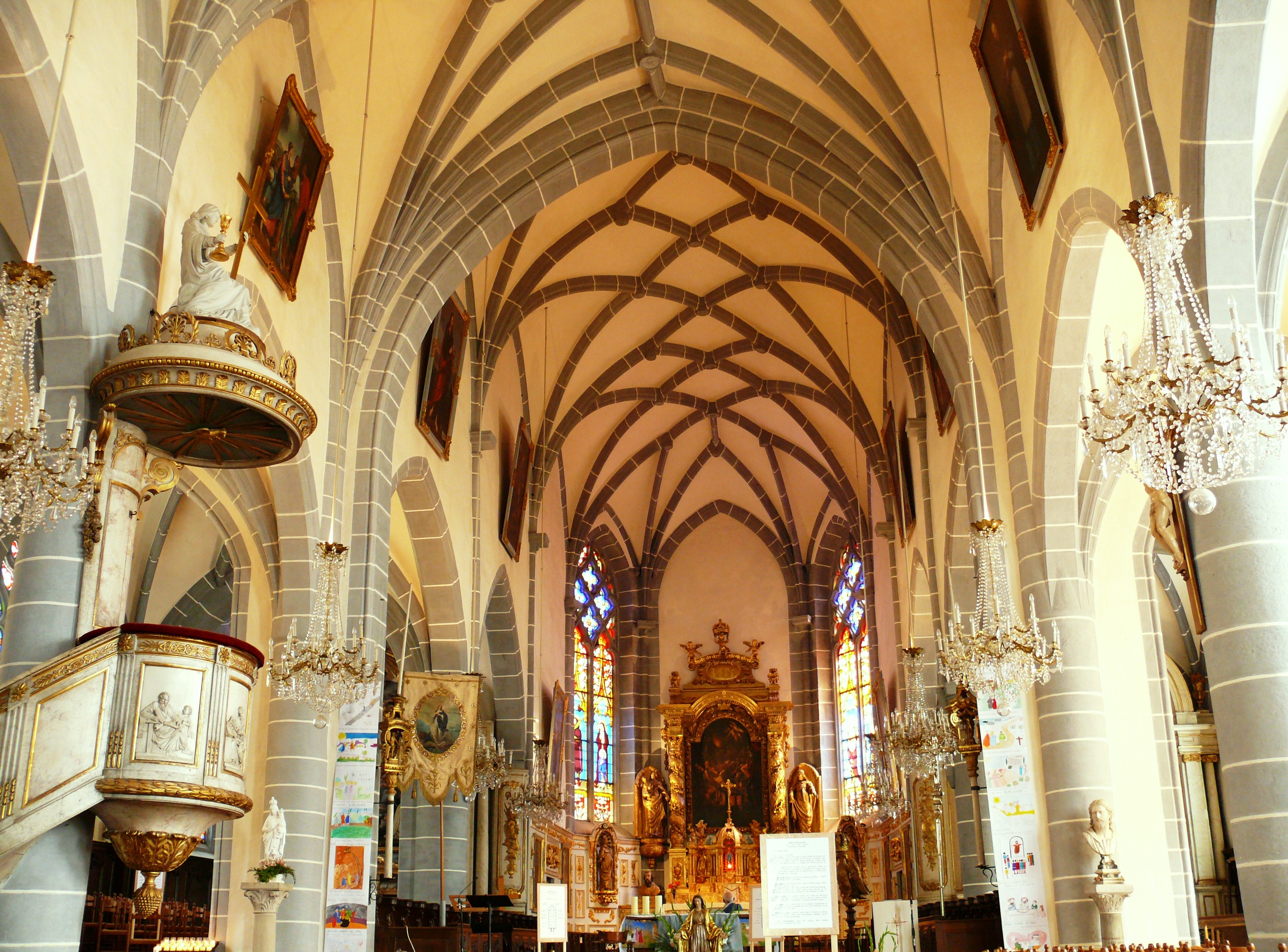
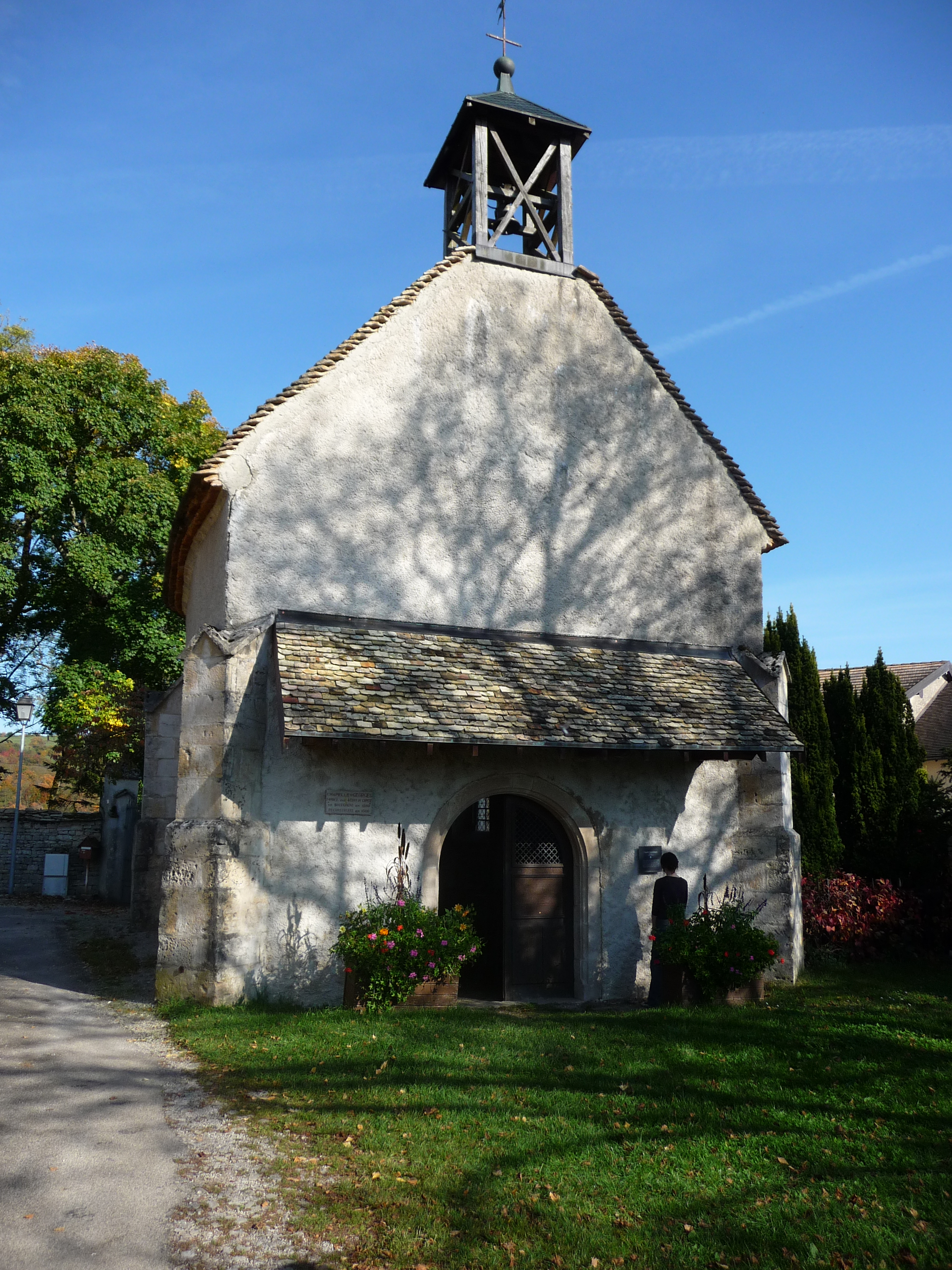
Kapellet
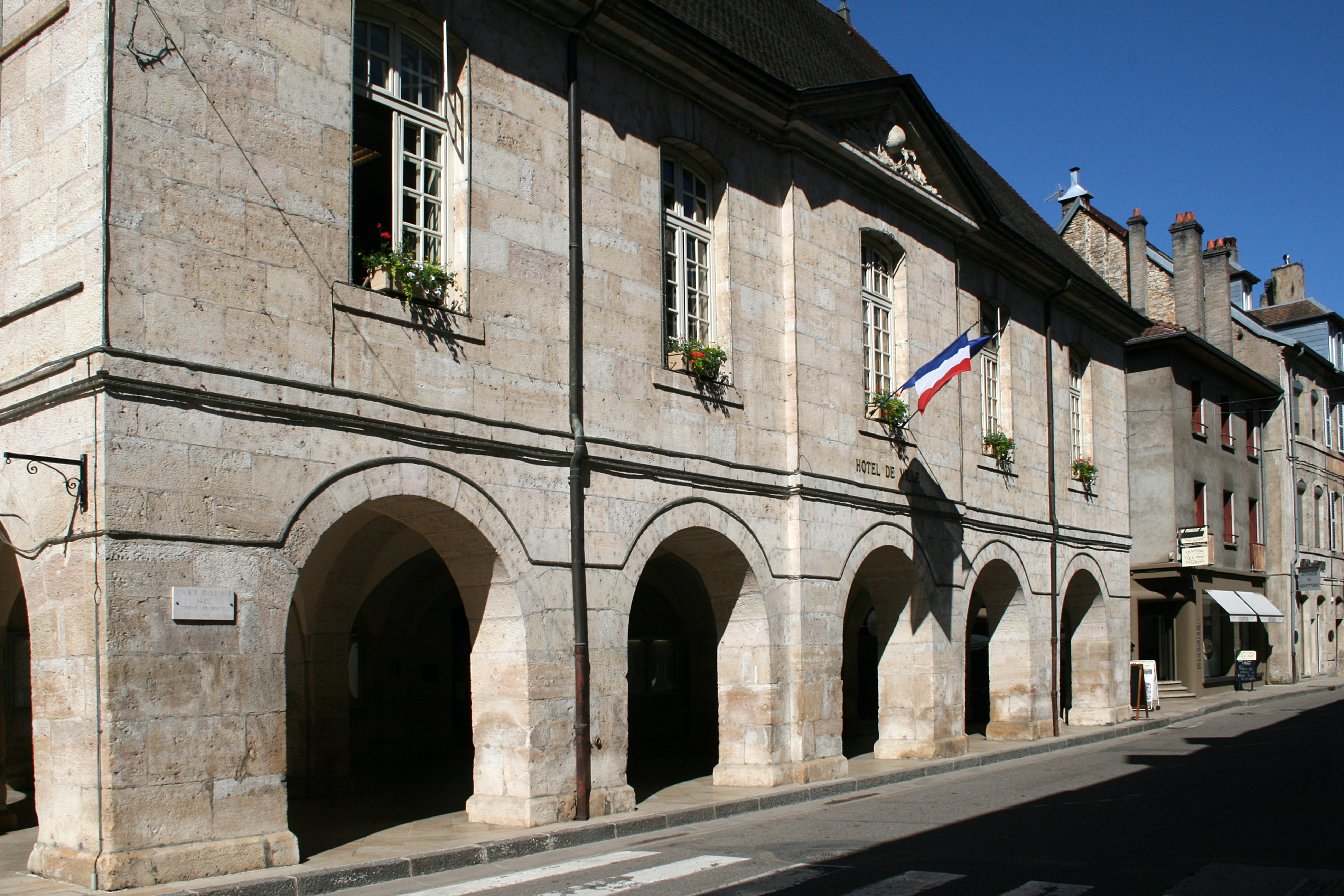
Kommunhuset
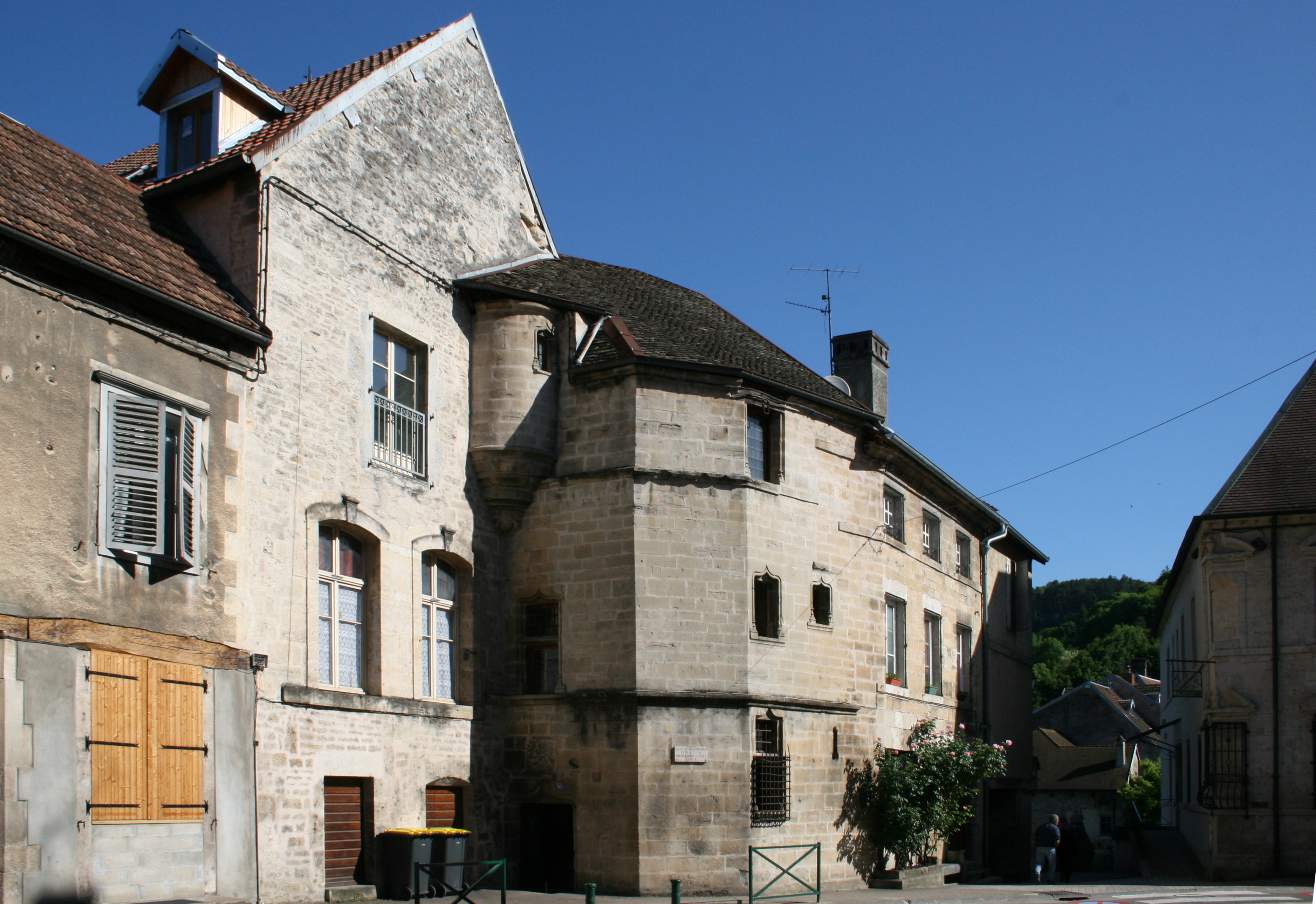
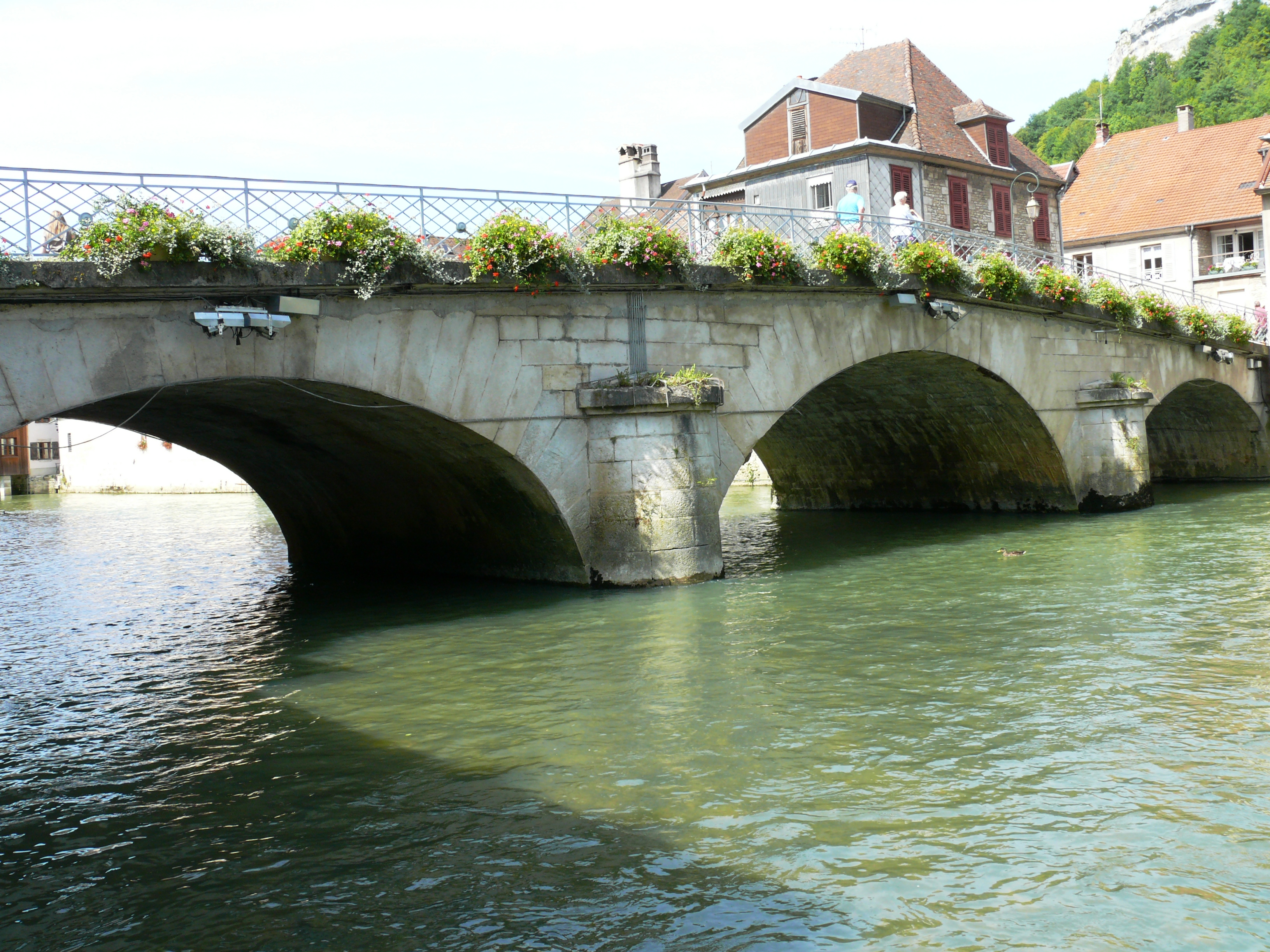
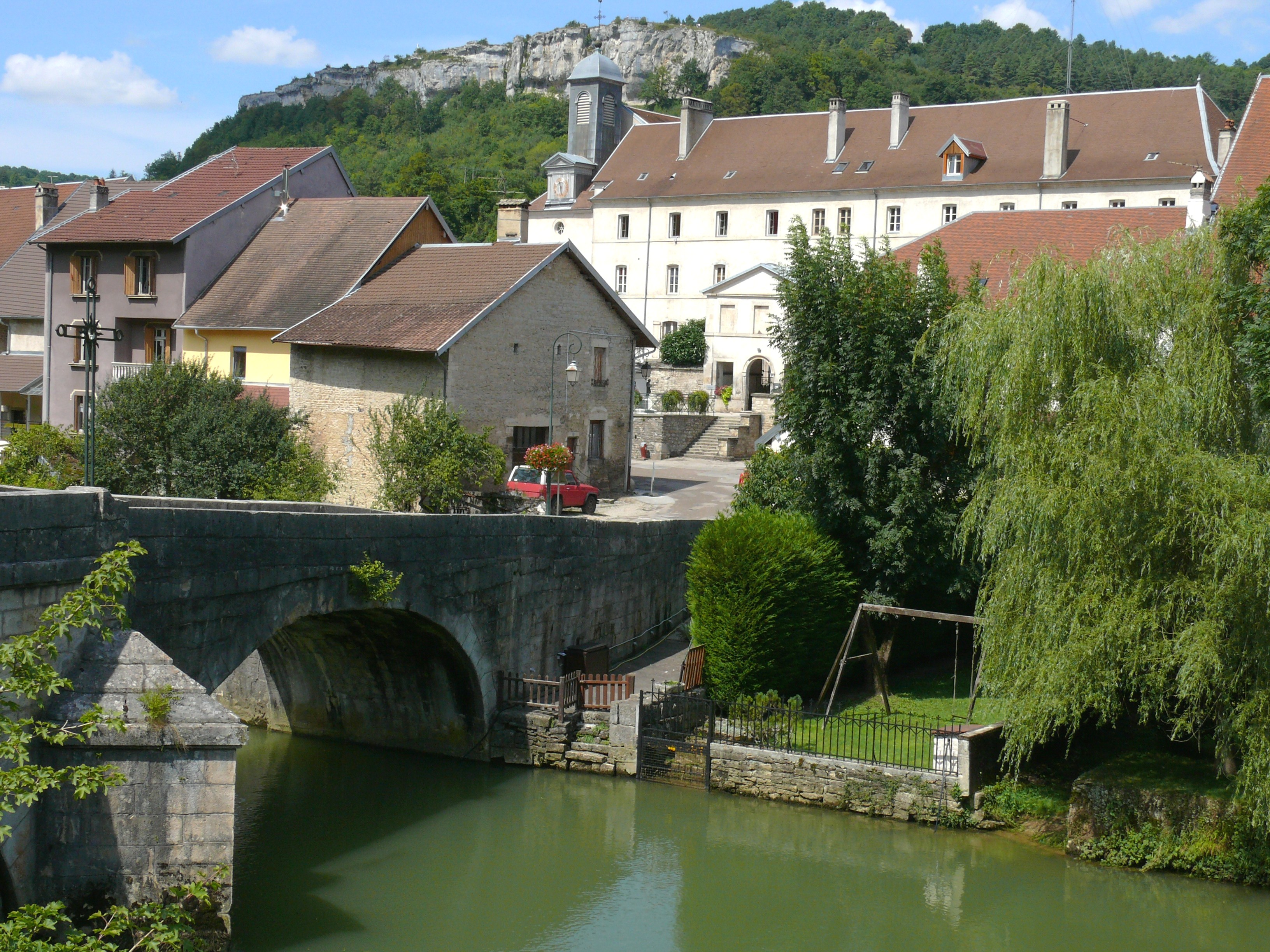
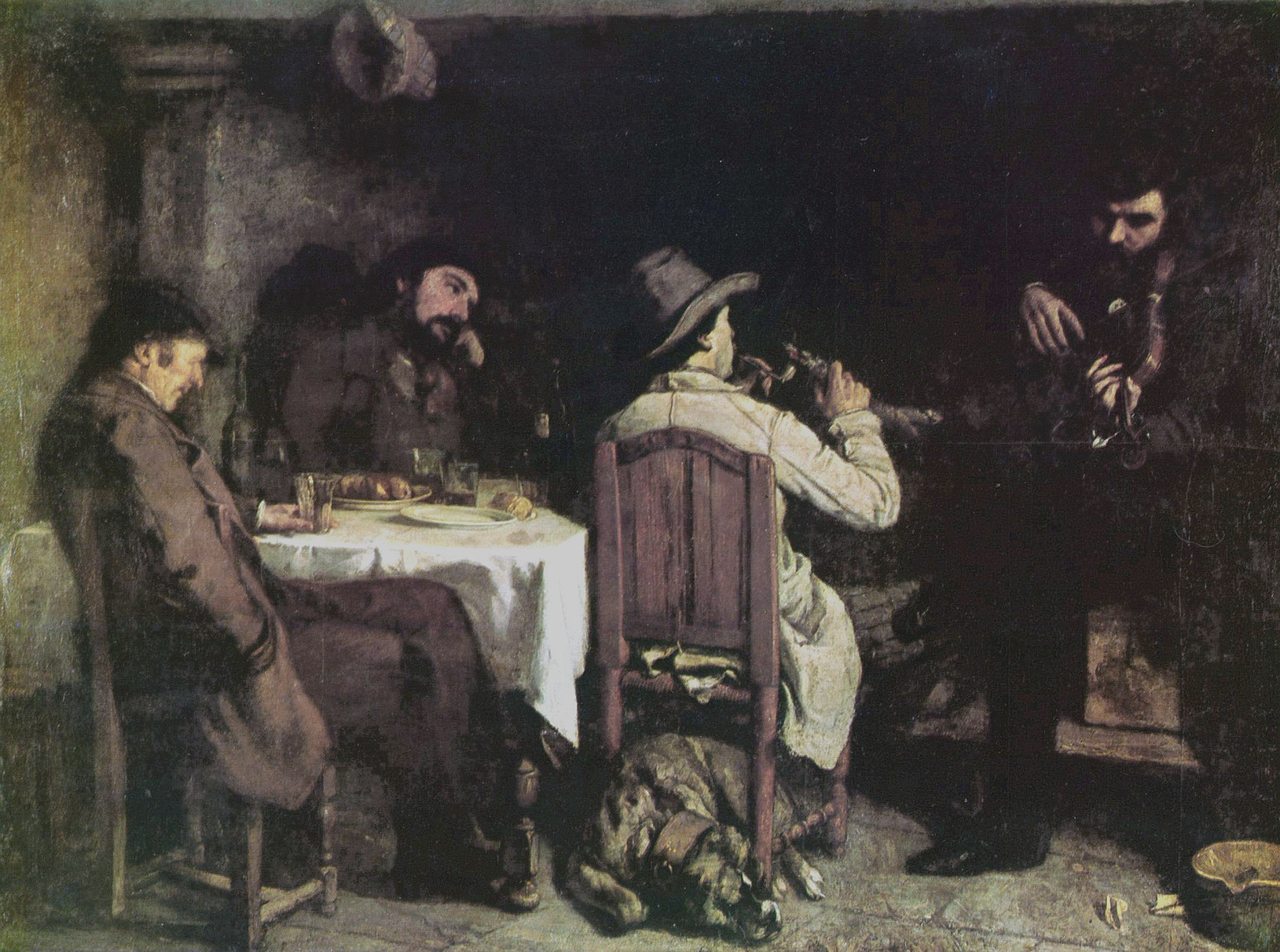
Gustave Courbets Eftermiddag i Ornans (fr:Une après-dinée à Ornans)
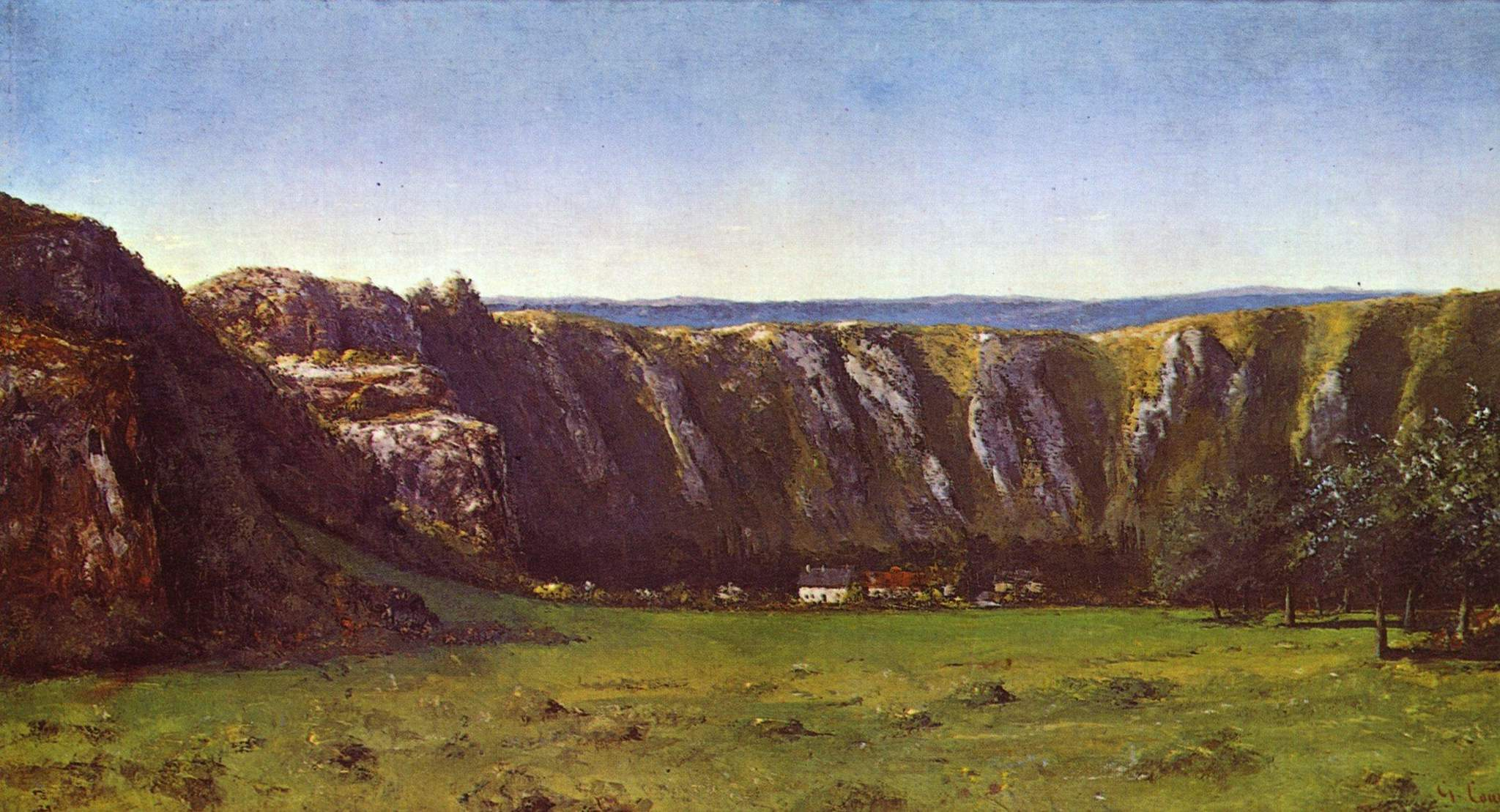
Målningen La roche de dix heures av Gustave Courbet.
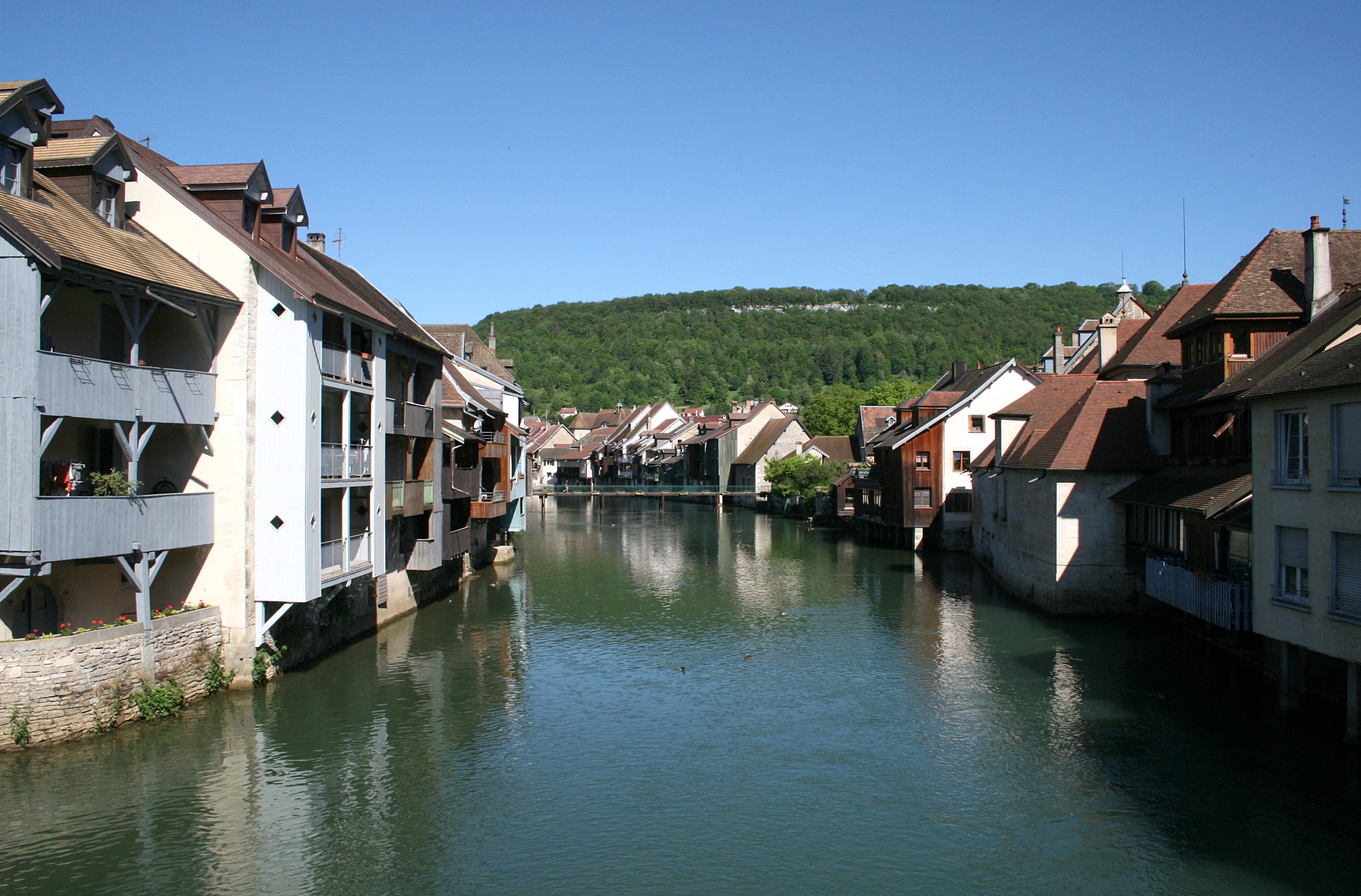
Salog Loue.
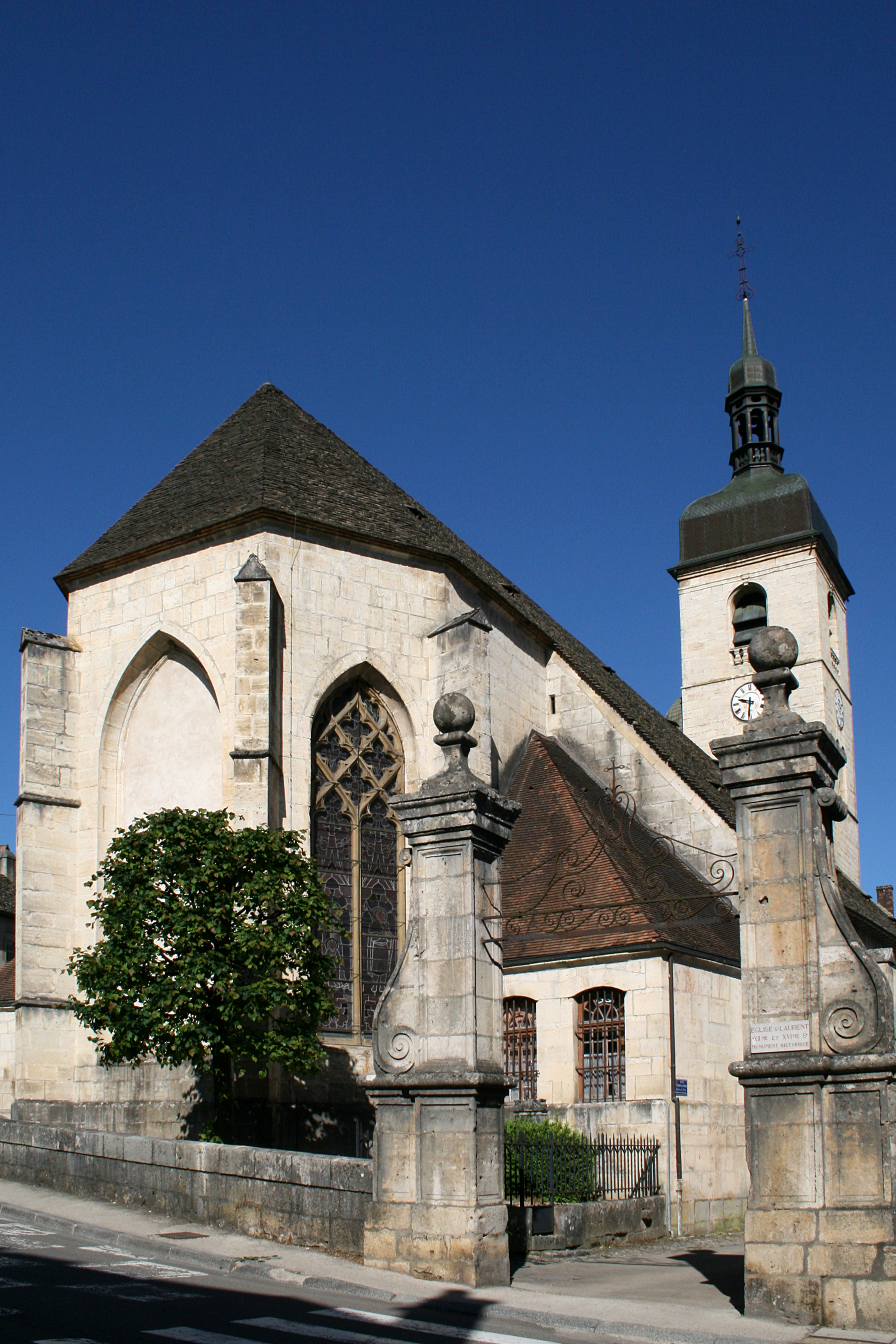
Kyrkan Saint-Laurent.
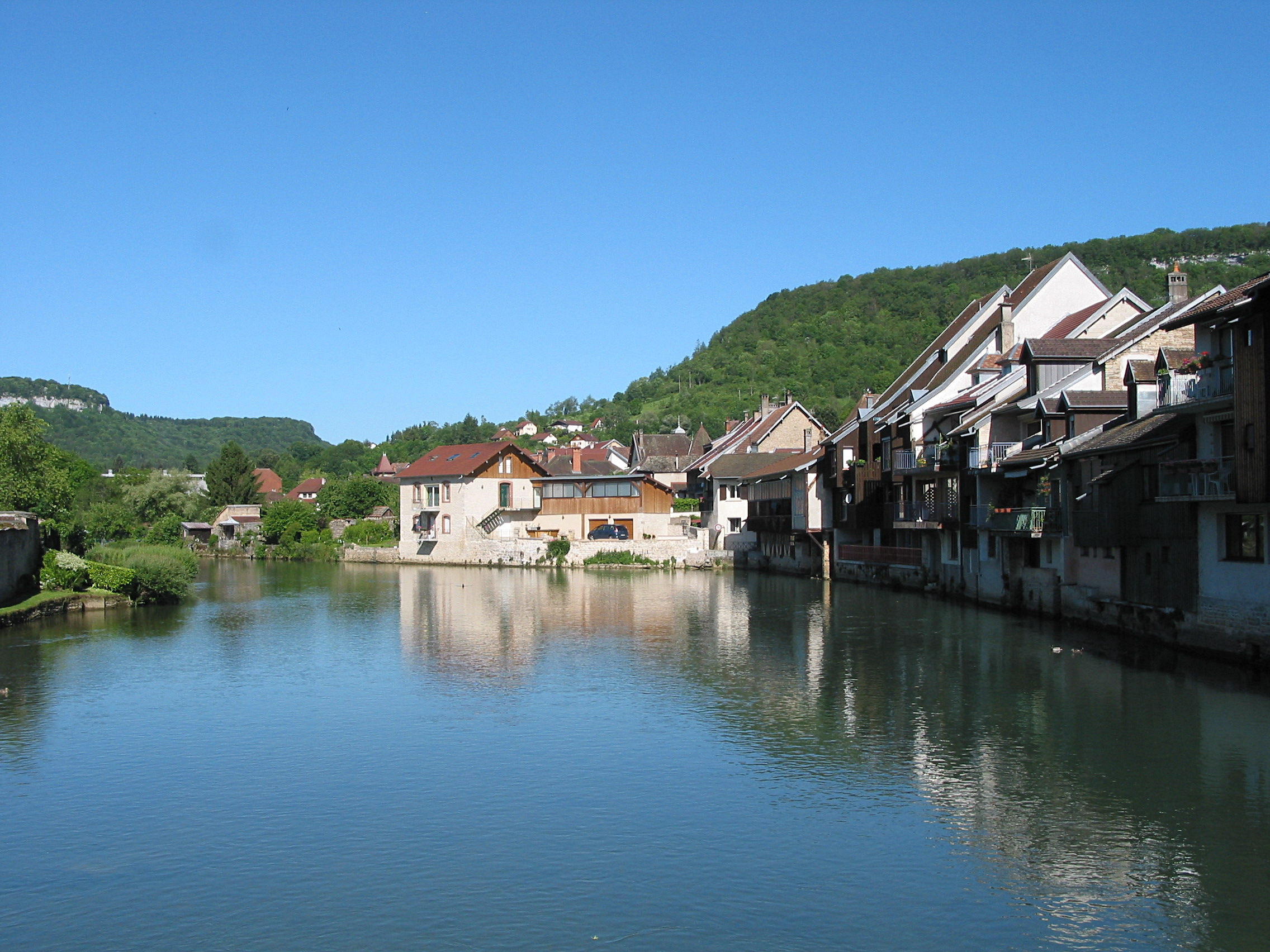
Salog Loue.
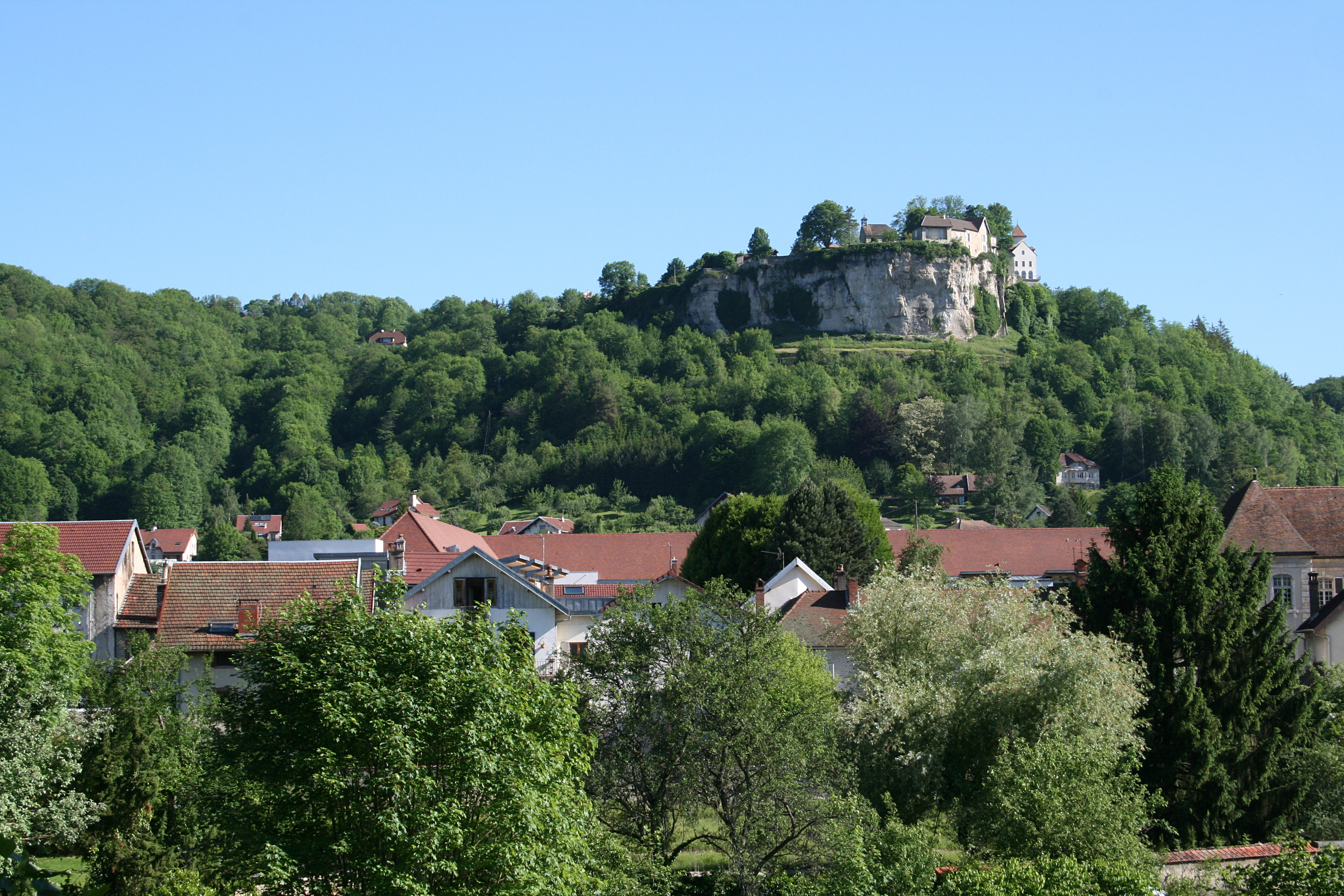